# Aberto da República 2021
Das Aberto da República 2021 war ein Tennisturnier der ITF Women’s World Tennis Tour 2021 für Damen und ein Tennisturnier der ATP Challenger Tour 2021 für Herren in Brasília. Die Turniere fanden parallel vom 22. bis 28. November 2021 statt.